# Zarząd gminy
Zarząd gminy – do 27 października 2002 r. organ wykonawczy w polskiej gminie, na czele którego stał wójt, burmistrz bądź prezydent miasta. 
Składał się z 3 do 7 osób, które rada gminy wybierała ze swojego grona w tajnym głosowaniu. Przewodniczący organizował pracę zarządu, reprezentował gminę na zewnątrz i kierował sprawami bieżącymi. W pracach zarządu uczestniczyli sekretarz i skarbnik, nie mając jednak prawa głosu.
Po wejściu w życie ustawy z dnia 20 czerwca 2002 r. o bezpośrednim wyborze wójta, burmistrza i prezydenta miasta zarząd gminy został zastąpiony przez, wybieranych w wyborach bezpośrednich, wójtów (burmistrzów lub prezydentów), którzy jako organ monokratyczny reprezentują gminę. 